# Toubyengo
Toubyengo est une commune rurale située dans le département de Boussou de la province du Zondoma dans la région Nord au Burkina Faso.

## Géographie
Toubyengo se trouve à 12 km au nord-est de Boussou, le chef-lieu du département, à 5 km au nord-est de Tamounouma et à environ 30 km au sud-ouest de Gourcy.

## Économie
La culture du mil et du sorgho blanc (4 ha en 2018) sont l'une des activités agricoles de la commune.

## Santé et éducation
Le centre de soins le plus proche de Toubyengo est le centre de santé et de promotion sociale (CSPS) de Tamounouma tandis que le centre médical se trouve à Gourcy.
Le collège d'enseignement général (CEG) dont dépend Toubyengo est celui de Tamounouma alors que le lycée départemental se trouve à Boussou.